# Simón VI de Monfort
Simón VI de Montfort (1240 – Siena, 1271) o Simón de Montfort "el joven", noble inglés, segundo hijo de Simón V de Montfort (1208-1265), el sexto conde de Leicester y conde de Chester, y de Leonor Plantagenet, hija de Juan sin tierra.

## Biografía
Como todos sus hermanos Simón, ayudó a su padre Simón V de Montfort durante la "segunda guerra de los barones" contra la monarquía de su tío, Enrique III, y así para hacer cumplir las disposiciones de Oxford. El 5 de abril de 1264 sufrió una derrota contra las tropas realistas mientras estaba en Northampton y fue hecho prisionero. Pero ya el 14 de mayo su padre ganó en la batalla de Lewes contra el rey, quien a su vez fue hecho prisionero. El joven Simón, desde entonces, con su hermano mayor Enrique, tenían bajo su custodia a su primo el Príncipe Heredero Eduardo, mientras que su padre se había convertido en el gobernante de facto del Reino de Inglaterra. Pero el 28 de mayo de 1265, el Príncipe Eduardo escapó del cautiverio y pudo reunir un ejército de barones favorables al rey. Simón llevó a su ejército a las marcas fronterizas galesas para reforzar la posición de su padre, que ya estaba luchando contra el ejército real. El joven Simón tardó en liderar sus fuerzas desde Londres; por lo que ellos y sus estandartes fueron capturados por el Príncipe Eduardo, quien luego usó los estandartes para engañar al ejército de Simón V. El 31 de julio cometió el error de acampar con sus tropas fuera de los muros del castillo de Kenilworth, y el Príncipe Eduardo se aprovechó de esto en la noche para un ataque sorpresa. Las tropas de Simon fueron puestas en fuga, aunque Simón el Joven fue capturado junto con el conde de Oxford Hugh de Vere en la retirada; Luego logró escapar de la seguridad del castillo nadando a través del lago central. Su estandarte también cayó en manos del príncipe, y esto en la batalla posterior de Evesham el 4 de agosto ayudó a beneficiar a los realistas.
Su padre y su hermano mayor Enrique murieron en la batalla de Evesham en agosto de 1265. El joven Simón llegó a Evesham justo a tiempo para ver la cabeza de su padre clavada en una pica. Simón se refugió en el castillo de Kenilworth , donde aguantó un asedio de varios meses. Más tarde intentó levantar una rebelión en Lincolnshire, aplacada hacia la Navidad de 1265. La rendición a las tropas reales se acordó con el dictamen de Kenilworth de 1266, gracias a la intervención del legado del Papa, lo que permitió, entre otras cosas, que los familiares sobrevivientes salieran del país con destino a Francia.
Al llegar a Francia en 1266, Simone tenía la intención de movilizar a los seguidores de su padre en una lucha renovada contra el rey Enrique III. Sin embargo, después de que la mayoría de los barones ingleses se reconciliaran en 1267 (Estatuto de Marlborough) con el rey, tal empresa ya resultaba una aventura imposible de llevar a cabo. Con su hermano Guido, Simon se unió al príncipe Carlos de Anjou, para la conquista del sur de Italia, llamado por el Papa enemigo del bando gibelinos. Los hermanos lucharon en la victoriosa batalla de Tagliacozzo (23 de agosto de 1268) contra los Hohenstaufen de Conrrado de Suavia o Conrado II de Sicilia. Ambos se establecieron en el Reino de Sicilia, del que Carlos I de Anjou había sido hecho rey.
En marzo de 1271, los hermanos Simón y Guido se enteraron de la presencia de su primo Enrique de Almain, hijo de Riccardo de Cornwall, en Viterbo. En ese momento, el rey Felipe III de Francia y Carlos I de Anjou, rey de Sicilia, también estaban en la ciudad para que el Consejo celebrase la elección de un nuevo papa. Junto con el suegro de Guido, los hermanos irrumpieron el 13 de marzo durante la misa en la iglesia de San Silvestro (ahora Chiesa del Gesù). Sacaron sus espadas y mataron a Enrique mientras él se aferraba al altar pidiendo misericordia en vano, para vengar la muerte de su padre y hermano en Evesham. No fueron castigados por el asesinato, pero fueron excomulgados por el Papa por haber cometido un crimen tan atroz en un lugar sagrado, lo que empeoró su fama en Inglaterra. Simón murió en ese mismo año de fiebre toscana en Siena, "maldito por Dios, vagabundo y fugitivo".